# Självhjälp (Ukraina)

Partilogotypen.

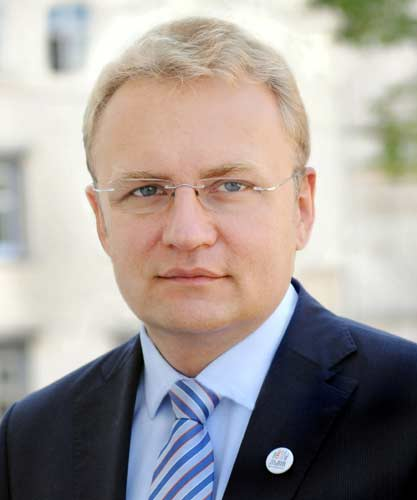
Partiets ledare Andrij Sadovyj.

Självhjälp (ukrainska: Самопоміч, Samopomitj) är ett ukrainskt politiskt parti. Det leds av Lvivs borgmästare Andrij Sadovyj. Partiet bildades 2012 och säger sig bygga på en ideologi baserad på "kristen moral och sunt förnuft".
Partiet vann 33 platser vid 2014 års parlamentsval.

## Historik
Självhjälp (ordet samopomitj kan även översättas som "självtillit") registrerades som politiskt parti 29 december 2012. Partiets ukrainska namn har sina rötter i företagsverksamhet i Galicien vid tiden före första världskriget. 2004 skapade Andrij Sadovyj en organisation med samma namn, vilken nådde framgångar i västra Ukraina.
28 februari 2014 meddelade Sadovyj att Självhjälp skulle ställa upp vid nästa ukrainska parlamentsval.
Partiet deltog i maj samma år i Kievs lokalval och erhöll där fem platser i stadsfullmäktige.

### 2014 års parlamentsval och partigrupp
Vid 2014 års ukrainska parlamentsval ledde Hanna Hopko partiets kandidatlista, följd av Donbassbataljonens befälhavare Semen Sementjenko. Självhjälp var det enda partiet som inte hade någon tidigare parlamentsledamot som kandidat, utan man ställde i regel upp med folk från föreningslivet och mindre/medelstora företag.
Partiet nådde i valet platsen som tredje största parti, med sammanlagt 33 mandat. Partigruppen inkluderar experter och/eller aktivister, militärer och människor från näringslivet (mest IT-relaterat).
Partiet uteslöt omedelbart Viktor Kryvenko, Hanna Hopko och ytterligare tre av sina ledamöter efter att de 31 augusti 2015 röstade för lagförslaget till en ändring i konstitutionen som bereder väg för att ge ”särskild status” åt de rebellkontrollerade områdena i östra Ukraina.